# Maine (província)
Maine é uma antiga província e condado no noroeste da França. No século X, foi brevemente dominada pelos ingleses e, em 1126, anexada a Anjou. No início do século XIII, passou a integrar a França, alternando entre os domínios inglês e francês até 1481, quando retornou à coroa francesa e se tornou um ducado, sob Luís XIV.
O condado de Maine, localizado em torno da cidade de Le Mans, foi, entre 1045 e 1069, alvo de disputas entre os mais poderosos condado de Anjou e ducado da Normandia.

Desde 1790, Maine constitui a maior parte de dois departamentos: Mayenne e Sarthe

Em 1066, o controle normando de Maine protegia o sul da Normandia de Anjou e foi um fator que permitiu ao duque Guilherme, futuro Guilherme I de Inglaterra, lançar sua invasão bem sucedida à Inglaterra. Em 1069, os cidadãos de Le Mans, revoltados e auxiliados por alguns barões de Manceaux, expulsaram os normandos, e o jovem Hugo V, filho de Azzo d´Este e sua esposa Gersendis (irmã do conde Hugo IV) foi proclamado  Conde de Maine. O poder, entretanto, era de um dos barões de Manceaux, Godofredo de Mayenne, que auxiliou na expulsão dos normandos e que pode também ter sido amante de Gersendis. Hélio do Maine foi conde desta localidade. Filipe II de França anexou o condado de Maine em 1203.

## História
Nos séculos VII e IX, existia no Ducado da Normandia o Ducatus Cenomannicus, que vários dos Reis carolíngios utilizaram como um apanágio. Este Ducado foi uma marca que pode ter incluído vários condados incluindo Maine e estendido da Baixa Normandia, até o Sena. Em 748, Pepino, o Breve, então prefeito do Palácio e, assim, o homem mais poderoso da França depois do Rei, deu este Ducado a seu meio-irmão de Griffon. Em 790 Carlos Magno, por sua vez, deu a seu filho mais novo, Carlos o Jovem. Neto de Carlos Magno, seu filho e o futuro Carlos o Calvo Luis, o Gago herdou o título. Até a altura das invasões escandinavas Ragenoldo da Nêustria manteve o título  assim como a marcha neustriano e o Condado de Maine, dado a ele sobre a morte de Gauzfrido por Carlos o Calvo porque as crianças do Gauzfrido eram jovens demais para agir nessa qualidade. Ragenoldo, que pode ter sido o filho de Reinaldo de Herbauges, morreu em 885 lutando viquingues que estavam pilhando Ruão.
O genro de Carlos Magno, Rorgon, foi conde de Maine entre 832 e 839. Na última metade do século IX, Maine assumiu importância estratégica por causa das invasões de Normandia e Bretanha. Filho do Rorgon Gauzfrido, por sua vez, tornou-se Conde de Maine. Ele lutou contra o Salomão da Bretanha e em 866 participou na batalha de Brissarthe ao lado de Roberto, o Forte, marquês franco da Nêustria.

Mapa de Maine

Em 924 o rei Rodolfo da França entregou o Maine ao nobre nórdico Rollo, Duque da Normandia.
Na fronteira com o Condado de Anjou para o Sul e o Ducado de Normandia para o norte, o Maine tornou-se um pomo de discórdia entre os governantes destes principados mais poderosos. Hugo III de Maine foi forçado a reconhecer a Fulque III, Conde de Anjou como seu suserano.
Em algum momento entre 1045 e 1047 Hugo IV casou-se com Berta de Blois, filha de Odão II de Blois e viúva de Alano III da Bretanha. Os Angevinos não queriam que Maine passasse a estar sob a influência de Blois e do conde Godofredo Martel, então ocorreu a invasão de Maine. Mas os normandos não queriam que Maine retornasse para a órbita Angevina, então foram puxados para o conflito. A cronologia exata é disputada, mas é claro que em 1051 Hugo IV morreu e os cidadãos de Le Mans abriram a sua porta de entrada para os angevinos. Anjou acabou com o controle efetivo da maioria do Condado, mas os normandos tomaram várias importantes fortalezas na fronteira Maine – Normandia.
Filho de Hugo IV, Herberto II fugiu para a corte da Normandia (embora alguns historiadores dizem que ele estava sob controle Angevino alguns anos antes) e sua morte em 1062 precipitou uma crise de sucessão.
Herbert morreu sem filhos em 1062 após declarar Guilherme, o bastardo, como Duque da Normandia, sendo assim seu herdeiro. Sua irmã Margarida foi noiva do filho mais velho de Guilherme, Roberto Curthose e Herbert tinha tomado refúgio na corte de Guilherme em 1056, quando Godofredo Martel, Duque de Anjou, invadiu Le Mans.
Enquanto o concelho estava nas mãos dos Angevina, Anjou tinha seu próprio problema de sucessão. Duque Guilherme da Normandia reivindicou o condado em nome da jovem irmã de Herberto, Margarida, noiva de seu filho Roberto Curthose. O outro requerente era a tia de Herbert, Biota, uma irmã de Hugo IV e seu marido, Walter, conde de Vexin.
Guilherme invadiu o Maine a força em 1063 e apesar da forte oposição Fulque IV, Conde de Anjou e de barões locais tais como Godofredo de Mayenne e Huberto de Sainte-Suzanne ele controlou o concelho até ao início de 1064. Biota e Walter foram capturados na tomada de Le Mans. Algum tempo depois morreram em 1063, envenenado, diziam, embora não haja nenhuma evidência para isso.  O controle normando de  Maine garantiu a fronteira sul da Normandia contra Anjou e é um dos fatores que permitiram a Guilherme lançar seu sucesso invasão da Inglaterra em 1066.
Em 1069 os cidadãos de Le Mans revoltaram-se contra os normandos. Em breve alguns dos barões de Manceaux juntaram-se a revolta, os normandos foram expulsos em 1070 e o jovem Hugo V foi proclamado Conde de Maine. Ele era o filho de Azzo d'Este e sua esposa Gersendis, a outra irmã do Conde Hugo IV. Azzo retornou à Itália, deixando Gersendis no comando. O Poder Real, no entanto, ficou com um dos barões Manceaux, Godofredo de Mayenne, que também pode ter sido amante de Gersendis.  Após os ataques normandos em 1073, 1088, 1098 e 1099, Elias I, sucedeu a seu primo, Hugo V, que vendeu Maine para ele em 1092 por dez mil xelins. Sua filha casada Fulque V, Conde de Anjou, que assumiu Maine em 1110 após a morte de Elias. Henri Beauclerc, concordou em reconhecê-lo como Conde de Maine, contanto que ele reconheceu o Duque da Normandia como seu suserano.
Filho de Fulque Godofredo Plantageneta, Conde de Anjou herdou Maine. Quando Godofredo morreu em 1151, ele passou para seu filho, Rei Henrique II de Inglaterra. Desde 1150, Henrique passou a ser Duque da Normandia ele tinha Maine, Anjou e Normandia. Estes territórios tinham o mesmo governante pela primeira vez. Henrique, mais tarde, fundou a dinastia de Plantageneta na Inglaterra.
O Rei Filipe II de França atacou os territórios detidos pelos Plantagenetas, conhecido como Império Angevino, sendo mantido por João Sem-Terra. A perda da Normandia causou o aumento da influência da Casa dos Capetos e, portanto, para a Guerra dos Cem Anos, e o Senescal francês Guilherme des Roches também teve Turene, Anjou e Maine em nome do rei. Em 1331, o Conde de Maine tornou-se um par do Reino.
Após o batalha de Verneuil em 1424, os ingleses ocuparam o Maine, e João de Lancastre tomou o título de Duque. Os ingleses ocuparam Le Mans até 1448 e Fresnay até 1449. Em 1481, Carlos IV de Anjou legada suas terras a Luís IX de França, retornando assim o concelho para a Coroa.

### Revolução Francesa
No início, uma parte da população do Maine apoiou a Revolução Francesa que teve lugar em Paris. A extensão do mesmo e a oposição geral dos outros países europeus provocaram uma guerra, o que obrigou as autoridades da nova República francesa fundada a envolver-se soldados para lutar contra seus inimigos europeus. A necessidade crescente de soldados tinha conseqüências ruins no Maine, a sul da Normandia e a parte oriental da Bretanha: os jovens se recusaram a se juntar ao exército e preferido para desaparecer e se esconder. Eles organizaram uma espécie de exército secreto e têm o nome de Chouanneries, o apelido de seus chefes, Jean Cottereau. Com tais chefes, Maine tornou-se rapidamente o centro da contra-revolução Chouannerie. Eles encontraram suporte local em todos os lugares entre os camponeses, que ficaram chocados pela maneira a administração e o exército tratou os sacerdotes e a religião católica romana.

### Tempos Modernos
Durante a revolução francesa Maine passou a fazer parte dos recém-criados departamentos de Mayenne e Sarthe, agora incorporados, juntos, na região do Pays de la Loire.
A região do Maine dá nome atualmente ao departamento francês do Maine-et-Loire.

## Galeria

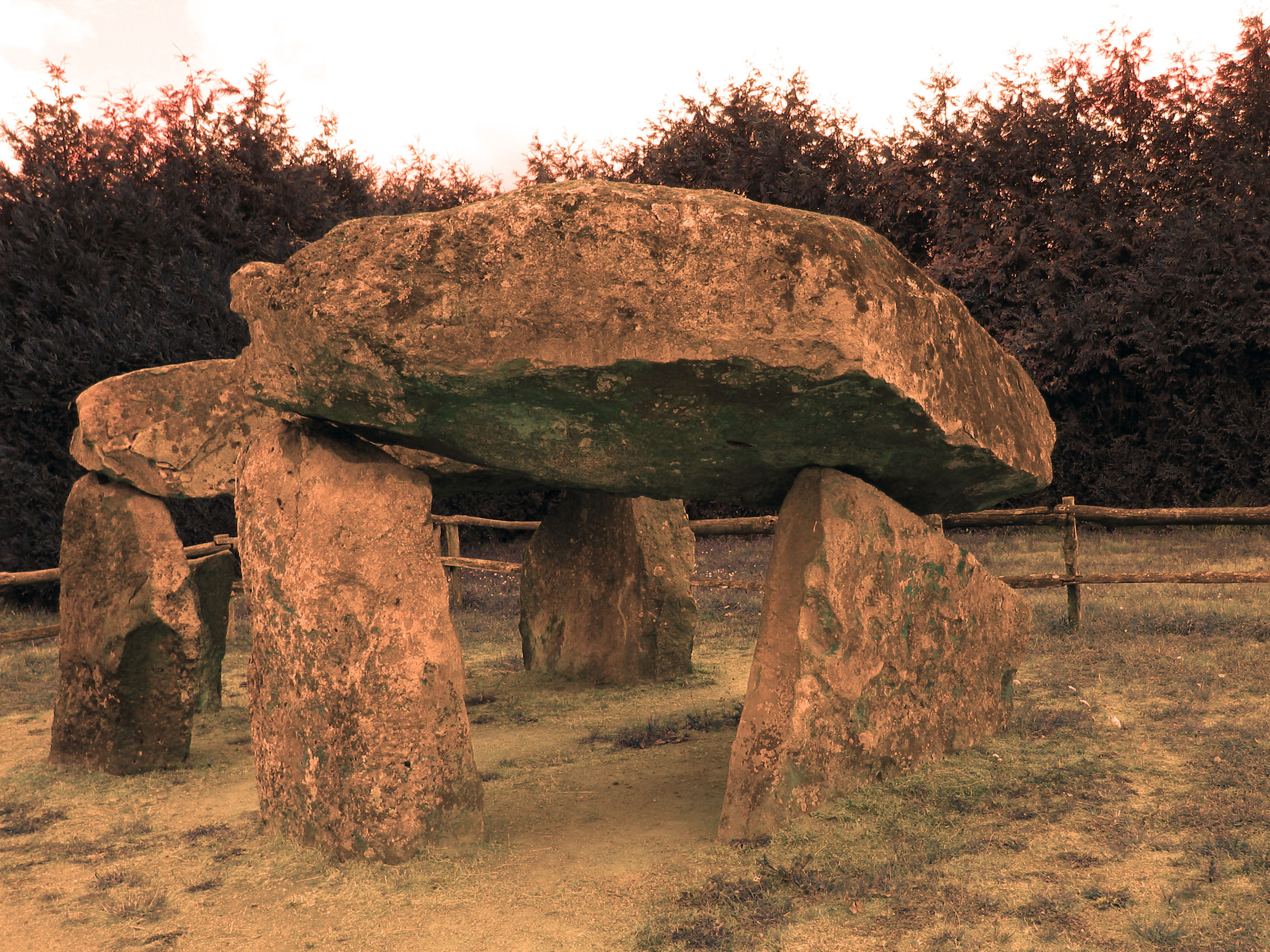
Dolmen des erves 4000 BC
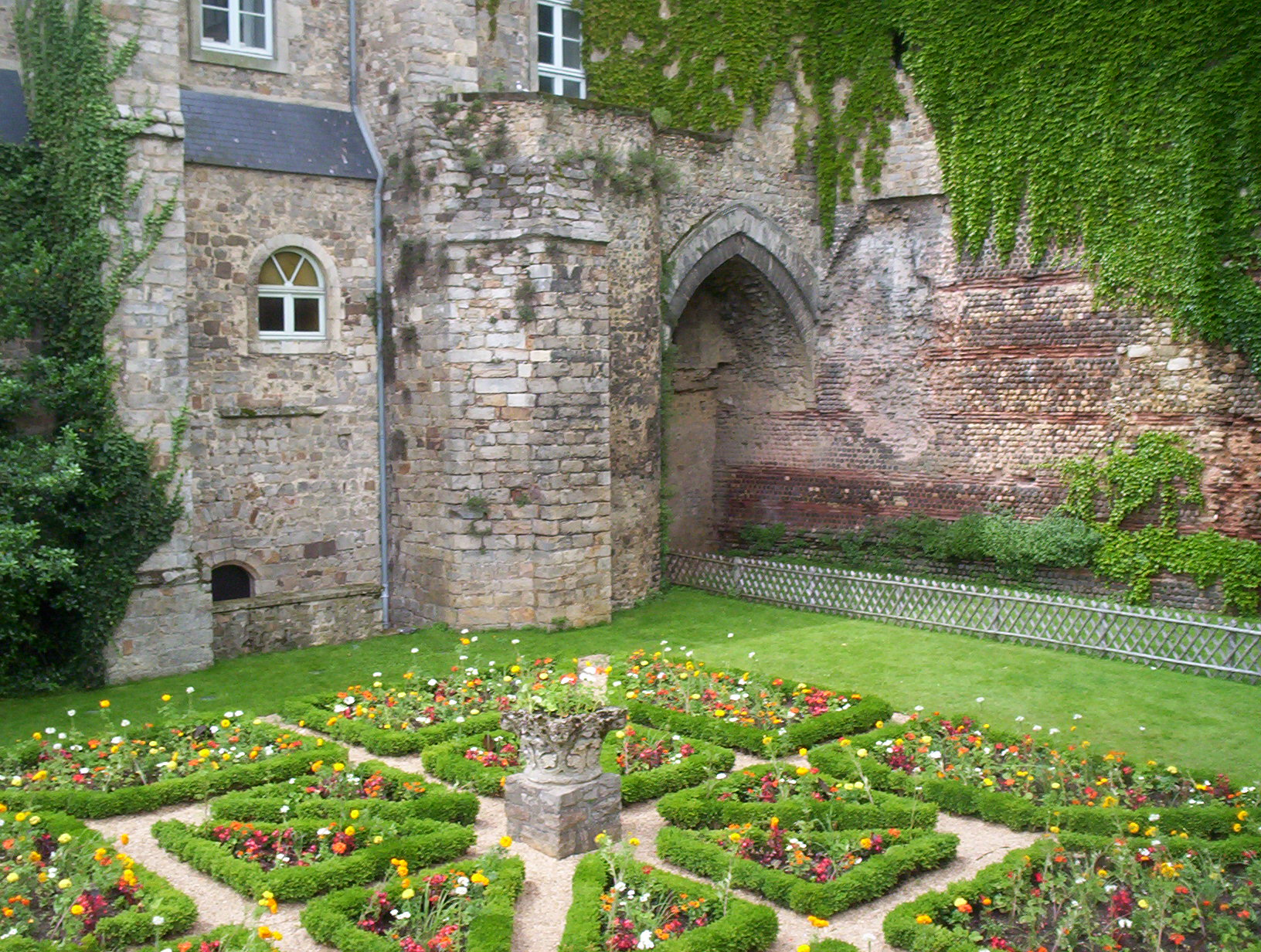
Muro da cidade galo-romano e medieval em Le Mans
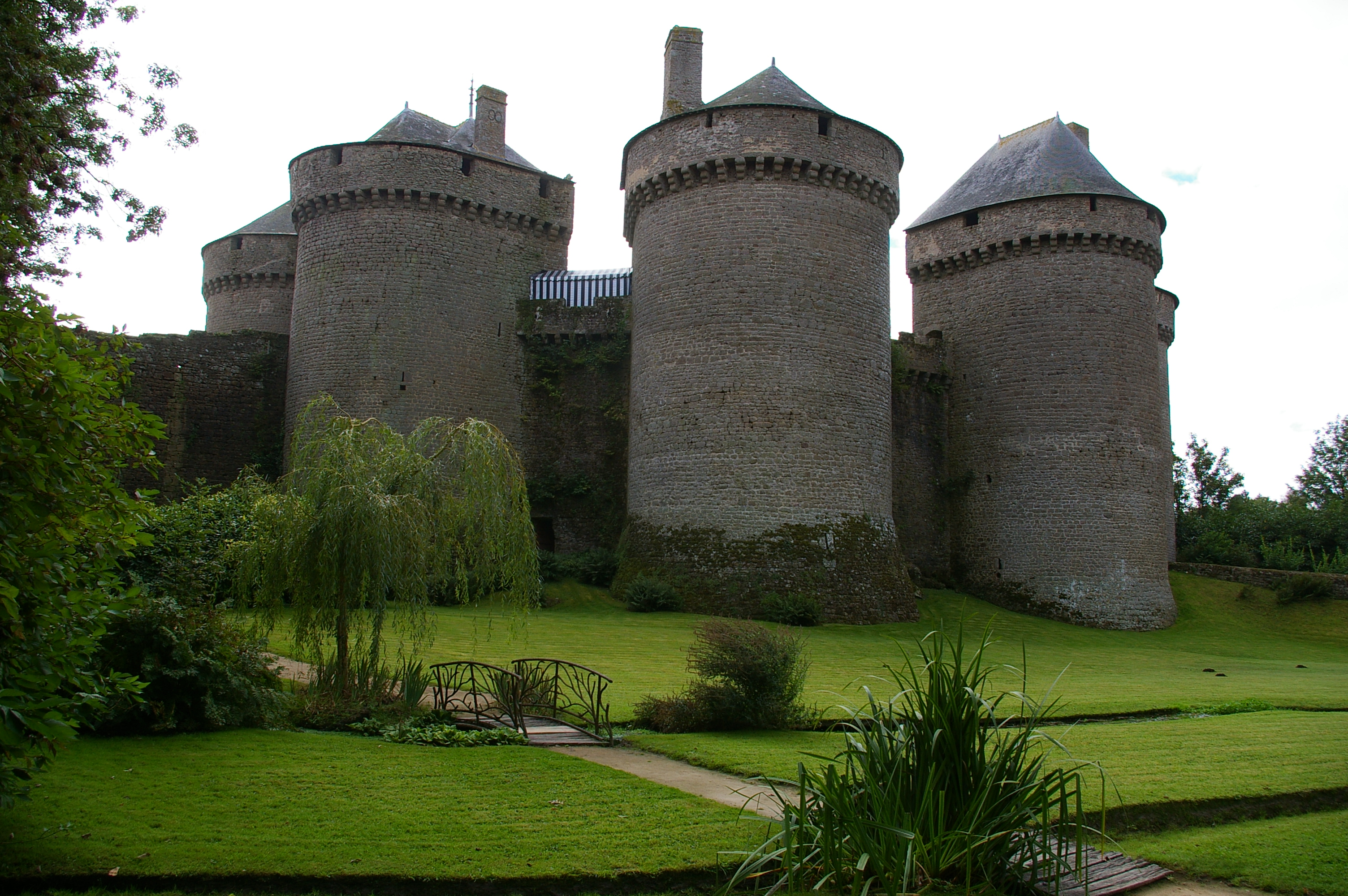
Castelo de Lassay dos séculos XII/XV
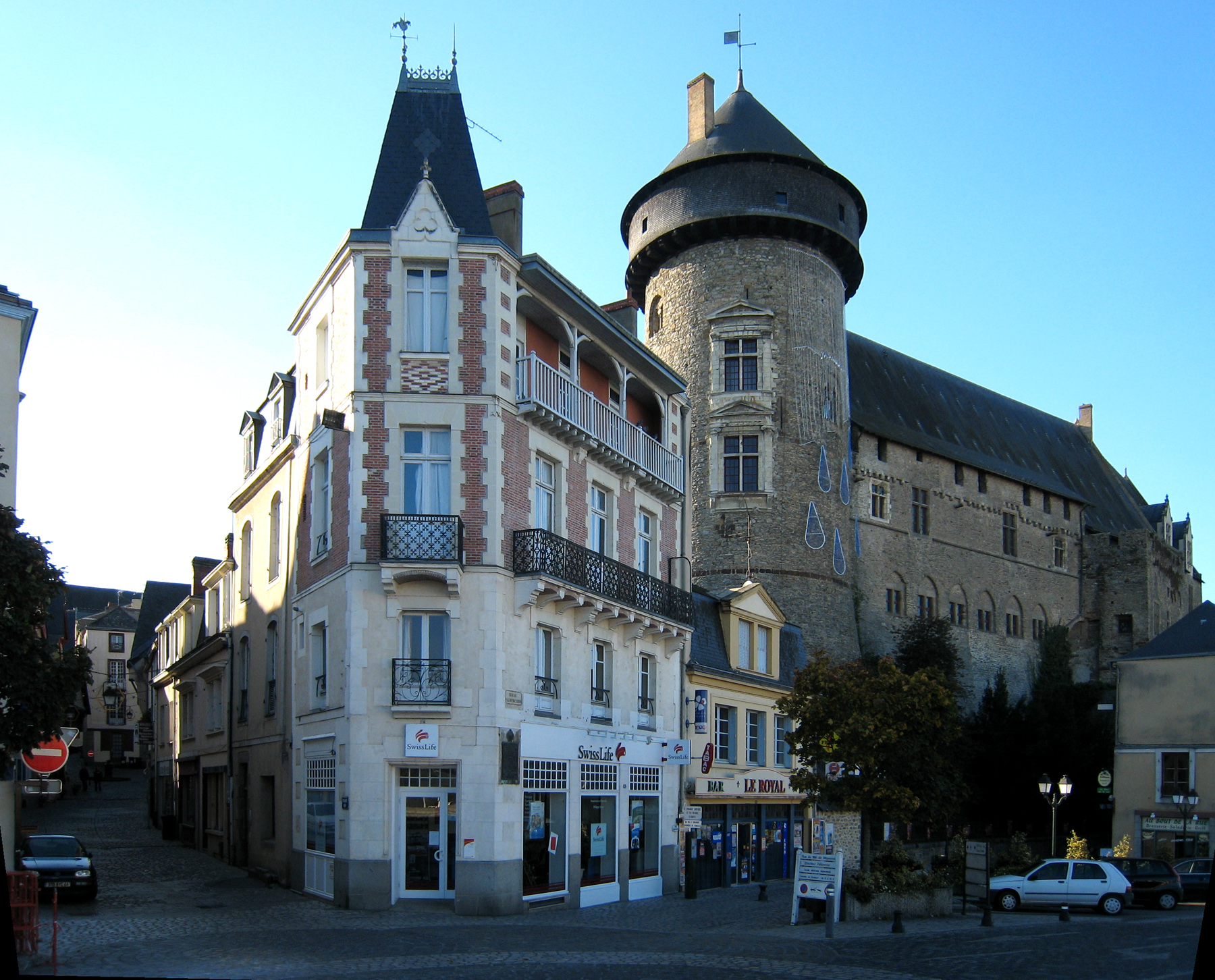
Castelo e cidade de Laval
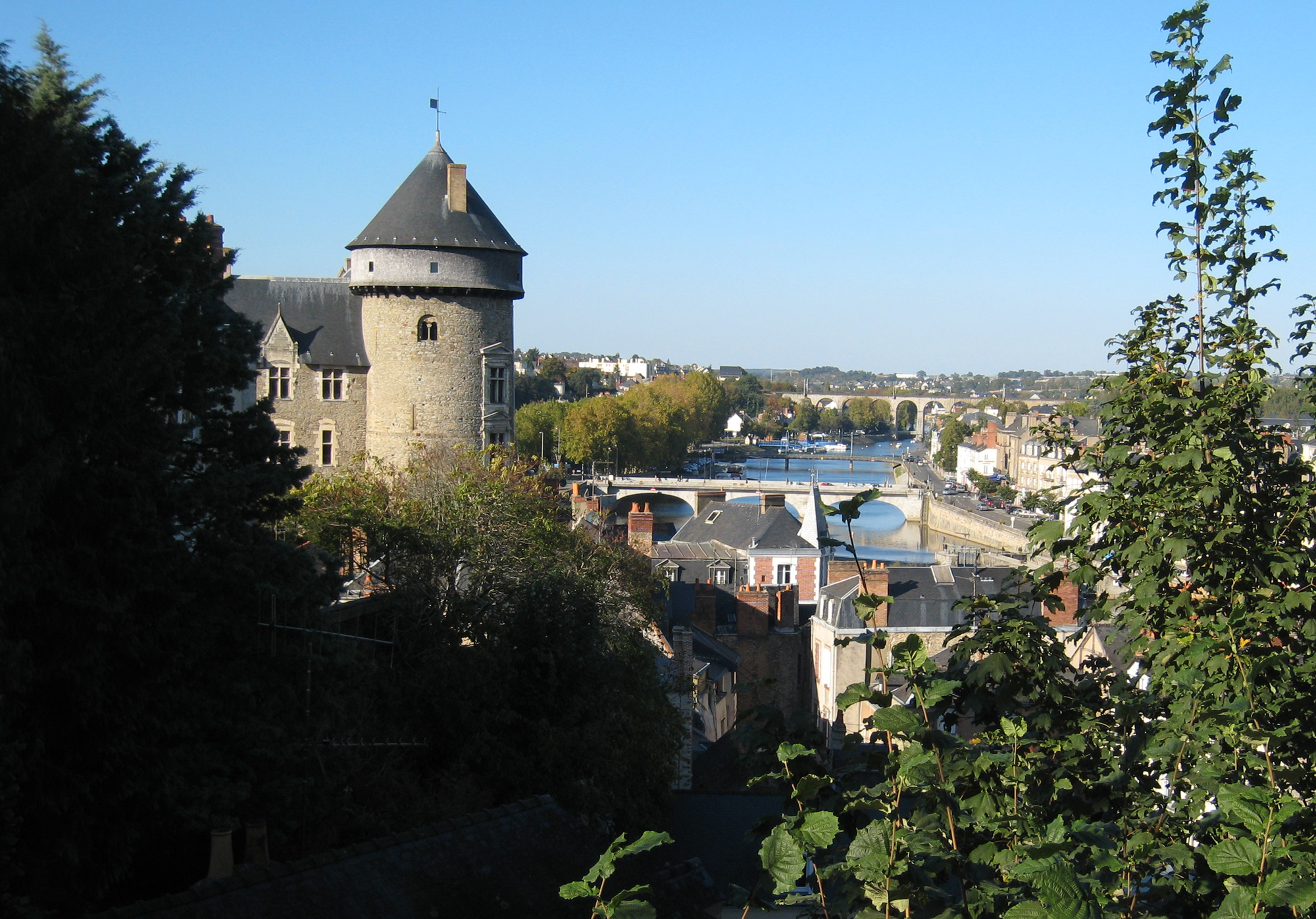
Vista de Laval
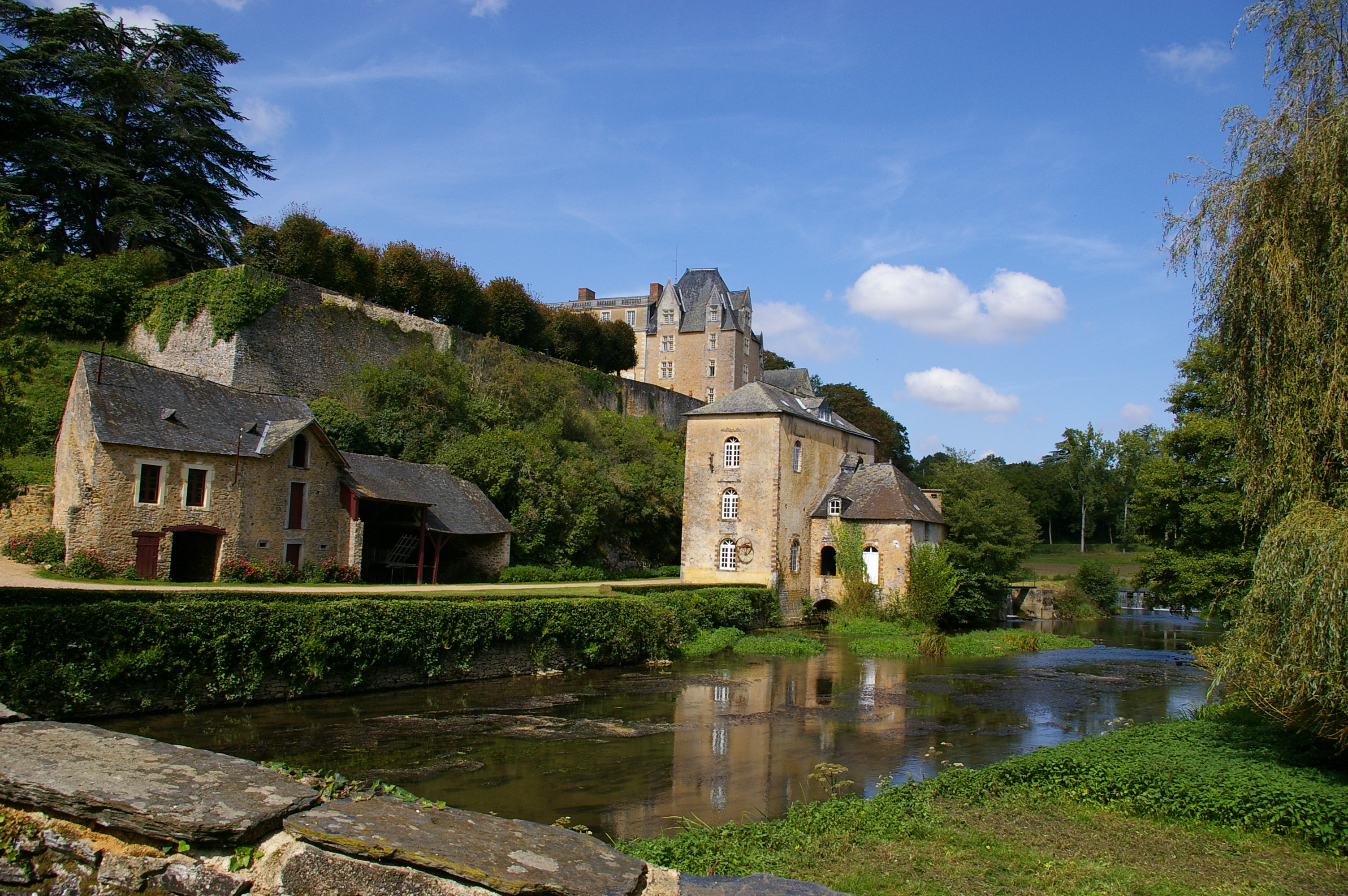
Castelo de Thévalles
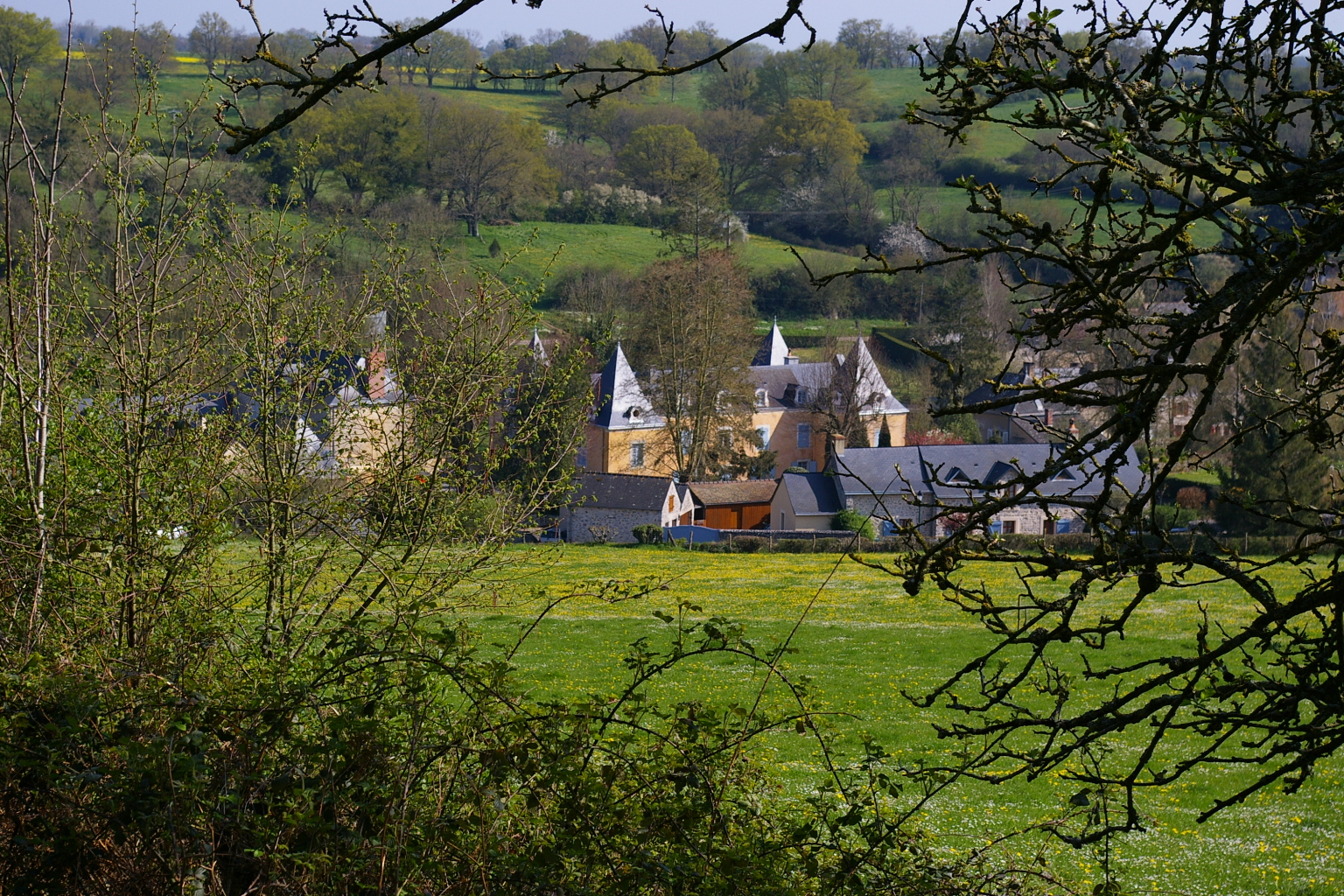
Bocage-sebes de Maine
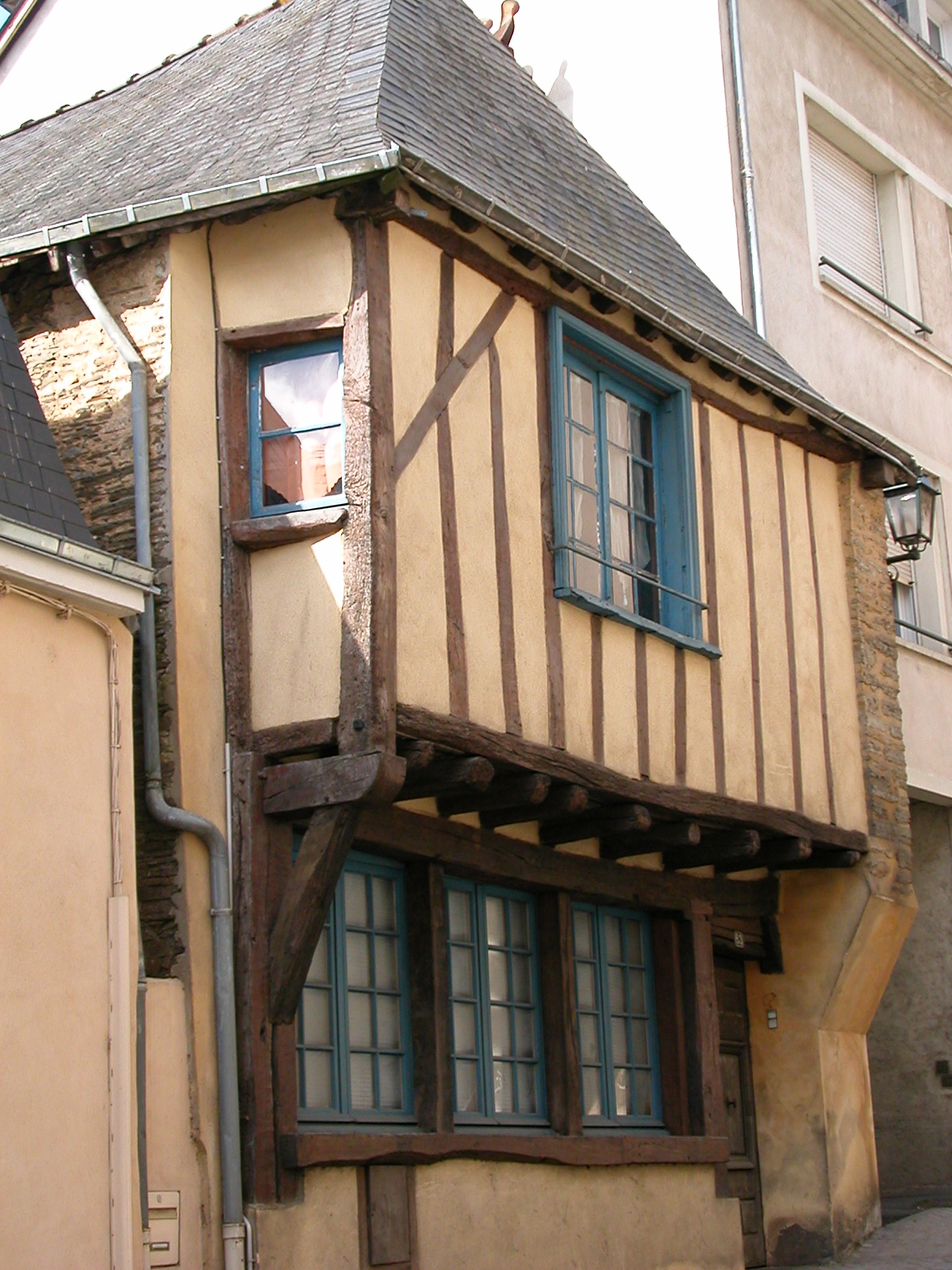
Casa medieval de enxaimel em Château-Gontier
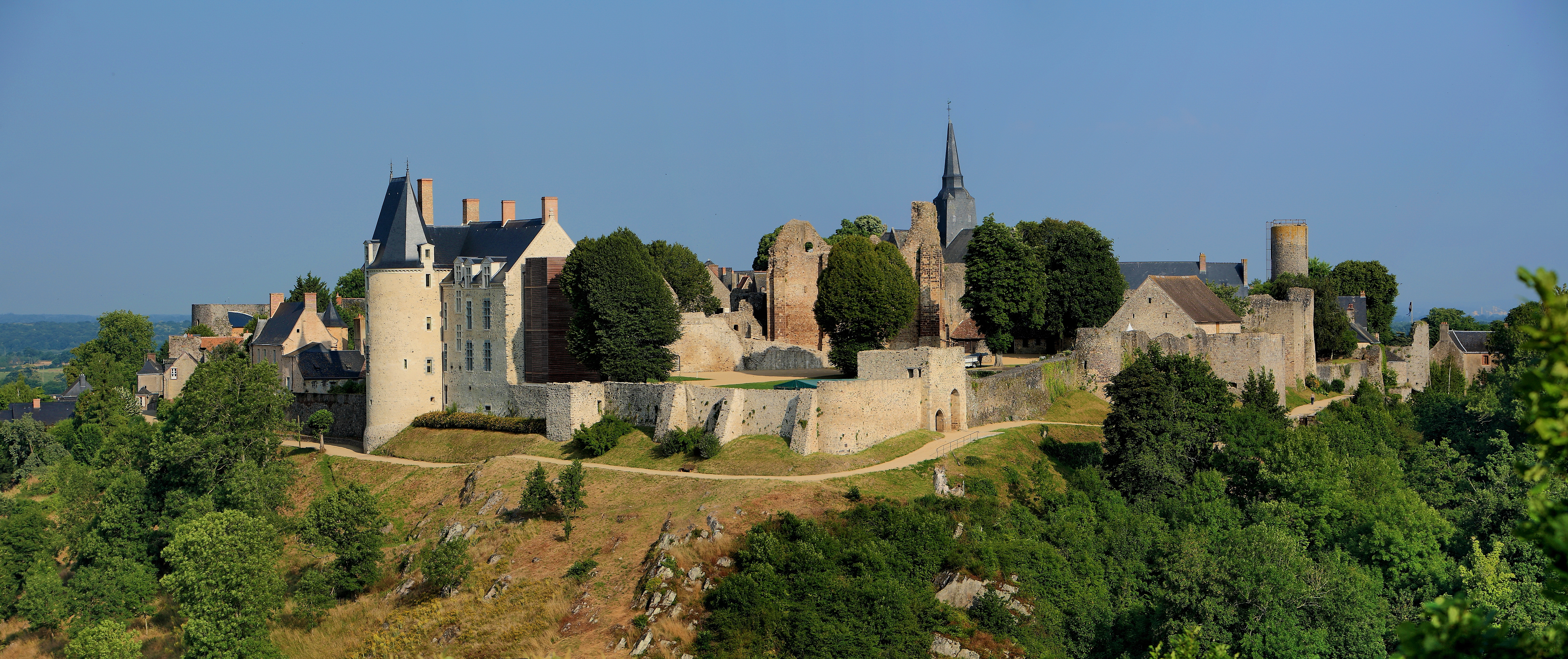
Vista Panorâmica de Sainte-Suzanne, Mayenne